# Бидинген
Бидинген (нем. Bidingen) — община в Германии, в земле Бавария. 
Подчиняется административному округу Швабия. Входит в состав района Восточный Алльгой. Подчиняется управлению Биссенхофен.  Население составляет 1668 человек (на 31 декабря 2010 года). Занимает площадь 36,33 км².